# Aleksiej Abrikosow (patolog)
Aleksiej Iwanowicz Abrikosow (ros. Алексей Иванович Абрикосов, ur. 6 stycznia?/18 stycznia 1875 w Moskwie, zm. 9 kwietnia 1955 tamże) – rosyjski lekarz patolog.

## Życiorys
Aleksiej Iwanowicz Abrikosow studiował medycynę na Uniwersytecie Moskiewskim i został doktorem medycyny w 1899 roku. Od 1902 do 1904 pracował w uniwersyteckim Instytucie Patologii, w 1906 roku został privatdozentem i prosektorem w miejskim szpitalu.
Od 1918 roku wykładał jako profesor anatomii patologicznej. 23 stycznia 1924 otrzymał i wykonał zadanie zabalsamowania zwłok Lenina. Od 1939 członek Rosyjskiej Akademii Nauk i KPZR, Bohater Pracy Socjalistycznej (1945), 
Abrikosow był przypuszczalnie prototypem postaci profesora Persikowa, bohatera „Fatalnych jaj” Michaiła Bułhakowa: абрикос (abrikos) po rosyjsku to morela, a персик (persik) – brzoskwinia.
Jego synem był Aleksiej Aleksiejewicz Abrikosow (1928-2017), fizyk teoretyczny, laureat Nagrody Nobla w 2003 roku.
Pochowany na Cmentarzu Nowodziewiczym w Moskwie.

## Wybrane prace
- Aneurysma des linken Herzventrikels mit abnormer Abgangstelle der linken Koronararterie von der Pulmonalis bei einem funsonatlichen Kinde. [Virchows] Archiv für pathologische Anatomie und Physiologie und für klinische Medizin 203, ss. 413-420 (1911)
- Osnovy obschei pathologicheskoi anatomi. Izd. 4. Moskwa, Gosud izdat biol med liter, 1936. 403 ss.
- Technika patologoanatomicheskikh vskrytii trupov. Moskwa, Gosud izdat biol med liter, 1936. 175 ss.
- Chastnaia patologicheskaia anatomiia. Izd 2. Vyp, 1-2. Moskwa, Medgiz, 1947. 2 tomy. 184 ss + 574 ss.

## Odznaczenia i nagrody
- Złoty Medal „Sierp i Młot” (17 stycznia 1945)
- Order Lenina (trzykrotnie, 7 maja 1940, 17 stycznia 1945 i 27 października 1953)
- Order Czerwonego Sztandaru Pracy (10 czerwca 1945)
- Nagroda Stalinowska I stopnia (1942)[3]

I inne medale.